# Mini PCI
 (mars 2016).
Si vous disposez d'ouvrages ou d'articles de référence ou si vous connaissez des sites web de qualité traitant du thème abordé ici, merci de compléter l'article en donnant les références utiles à sa vérifiabilité et en les liant à la section « Notes et références ».

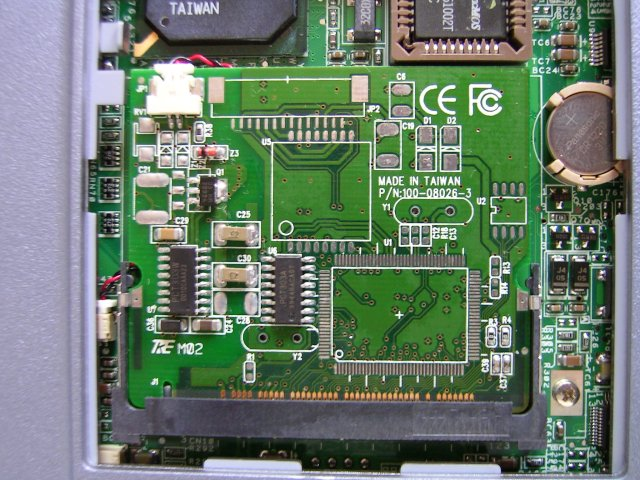
Carte Mini PCI

Le Mini PCI est un bus local destiné à remplacer les bus PCI dans les ordinateurs portables.

## Description
L'avantage du Mini PCI est d'être dérivé de la norme PCI, ce qui permet aux différents constructeurs d'adapter très simplement leurs cartes d'extension existantes, puisque seule la couche matérielle est à modifier. Il existe également des adaptateurs PCI vers Mini PCI qui ne réalisent que le passage du connecteur PCI au connecteur Mini PCI sans aucun traitement logique.
La spécification Mini PCI est dérivée de celle du bus PCI et a été développée afin de répondre aux besoins des systèmes embarqués. Les principales différences se situent au niveau de la mécanique et de quelques spécifications électriques.
Il existe trois formats de cartes MiniPCI : Type I A/B, Type II A/B et Type III A/B (A/B sont des variantes de chaque type).
Les Types I et II sont assez semblables et se retrouvent surtout à l'intérieur des ordinateurs portables, où les cartes Mini PCI servent de modem et de carte Ethernet ou Wi-Fi.
Les Types IIIA et IIIB sont des cartes dont le connecteur Mini PCI est réalisé directement sur le circuit imprimé. On trouve fréquemment des connecteurs Type III dans les ordinateurs industriels au format PC/104(+) ou PCI104.